# CO10
CO10, fork. for Centralorganisationen af 2010, er en dansk forhandlingsorganisation for en række fagforbund, der organiserer ansatte i staten. 
CO10 blev dannet 1. januar 2010 ved en fusion mellem Statstjenestemændenes Centralorganisation II (CO II) og Overenskomstansattes Centralorganisation (OC). Det er CO10, der står for forhandling af generelle løn-, ansættelses- og pensionsvilkår på de cirka 40.000 medlemmers vegne. Samtidig er CO10 kollektivt medlem af hovedorganisationen FTF. 

## Medlemsorganisationer
- Politiforbundet
- Centralforeningen for Stampersonel
- Dansk Told & Skatteforbund
- Handelsskolernes Lærerforening
- Forsvarets Civil-Etat
- Dansk Sygeplejeråd
- Dansk Socialrådgiverforening
- Foreningen af tekniske og administrative tjenestemænd
- PROSA – Forbundet af It-professionelle
- Trafikforbundet
- Organistforeningen
- Danmarks Kordegneforening
- Dansk Kirkemusiker Forening
- Erhvervsskolelederne i Danmark
- Kost- & Ernæringsforbundet
- Kriminalforsorgsforeningen
- Ergoterapeutforeningen
- Danske Fysioterapeuter
- Danske Bioanalytikere
- Foreningen af Sognemedhjælpere i Danmark
- Danske Skov- og Landskabsingeniørers Statskreds
- Musikgruppen i CO II
- Konstruktørforeningen
- Kort- og Landmålingsteknikernes Forening
- Foreningen af Danske Kirkegårdsledere
- Viften – Ansatte i Folketinget under CO10
- Foreningen af Folketingets Betjente
- JID Faglig organisation
- Korgruppen v/Dansk Kor Forbund
- Foreningen af Musikere i Forsvaret
- Dansk Skuespillerforbund
- Farmakonomforeningen
- Radiotelegrafistforeningen af 1917
- Jordemoderforeningen
- FAF
- Dansk Tandplejerforening
- Danske Psykomotoriske Terapeuter
- Statspensionisternes Centralforening